# Sergio Viotto
Sergio Viotto (Courmayeur, 8 ottobre 1928 – Courmayeur, 31 maggio 1964) è stato un alpinista italiano.

## Biografia

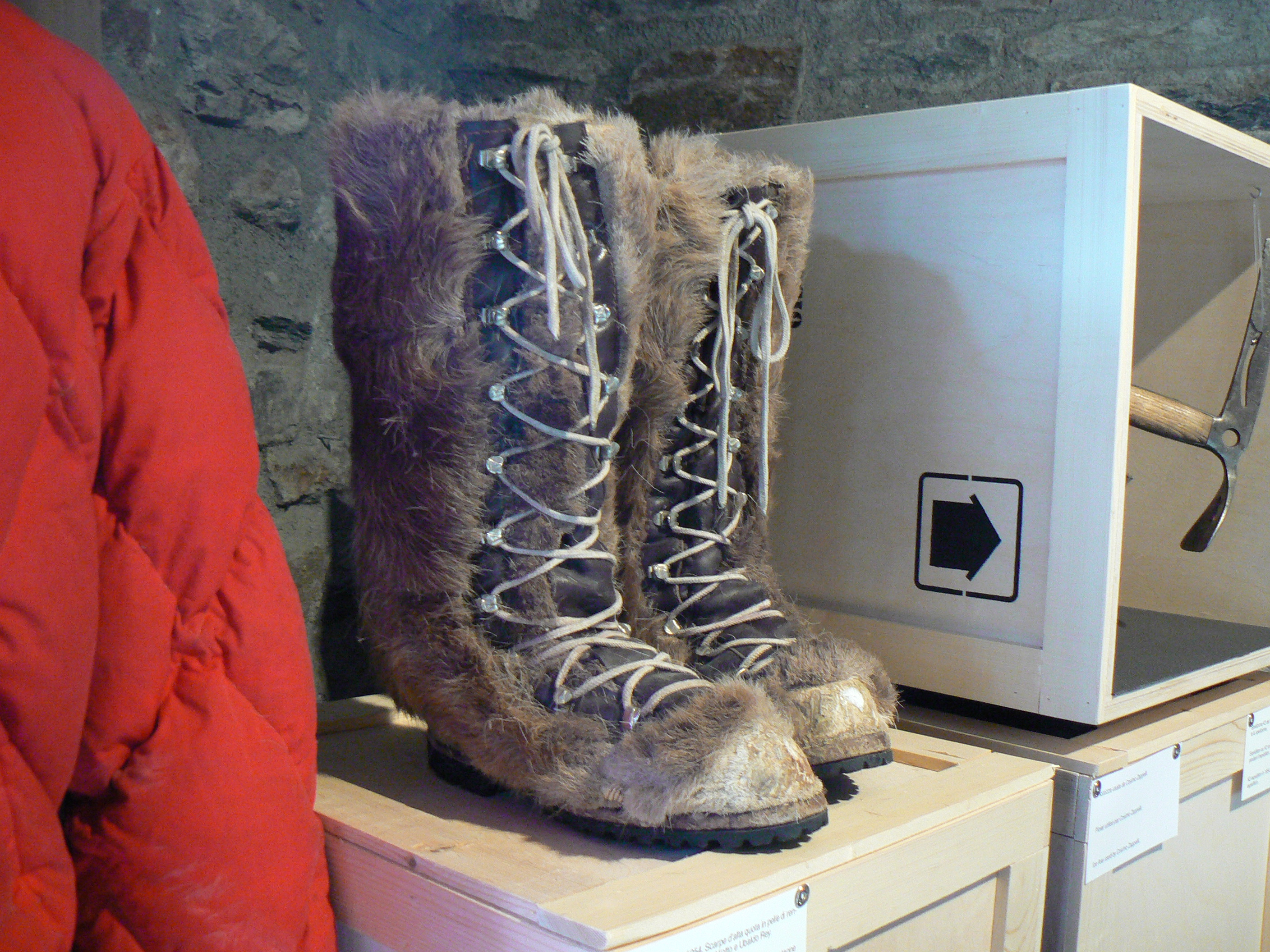
Scarpe d'alta quota in pelle di renna usate durante la spedizione al K2 del 1954 dalle guide Sergio Viotto e Ubaldo Rey. Conservate al Museo alpino Duca degli Abruzzi di Courmayeur.

Il 25 marzo del 1953 Sergio Viotto e Gigi Panei salirono per primi, in condizioni invernali, il Monte Bianco per la Cresta dell'Innominata.
Viotto partecipò poi l'anno successivo alla spedizione italiana guidata da Ardito Desio che nel 1954 portò Lino Lacedelli e Achille Compagnoni sulla cima del K2.
Guida alpina del Club Alpino Italiano, morì il 31 maggio 1964 in seguito ad una caduta alla palestra di roccia di Entrelevie.
Sposerà Cecilia Mussillon, figlia di Marcel e nipote di Louis.